# HMHS Anglia (1914)

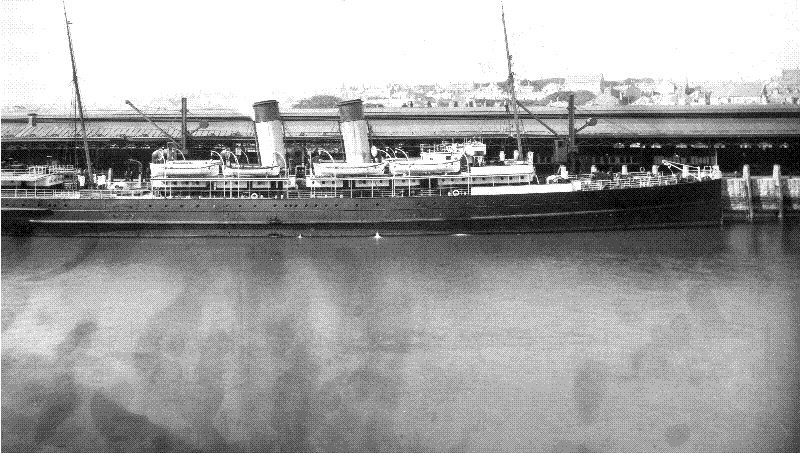
SS Anglia in 1905

Het schip de SS Anglia werd gebouwd in Dumbarton door de werf W. Denny & Brothers in 1900 in opdracht van The London & North-Western Railway Co.
Het schip had een lengte van 100 meter (329 ft), een breedte van 12 meter (39 ft) en een diepgang van ongeveer 5 meter (16 ft). De voortstuwing van dit 1862 (gross)ton wegende schip gebeurde door een 424 pk drievoudige expansiemotor, voorzien van twee schroeven, die haar de mogelijkheid gaf 21 knopen te varen.
Bij het uitbreken van de Eerste Wereldoorlog werd het schip door de Admiraliteit aangewezen om als hospitaalschip dienst te doen. Eerder diende ze als pont op de Ierse Zee.

## Geschiedenis
Op 17 november 1915 om 12:30 uur liep het schip echter op een mijn die gelegd was door de Duitse U-boot SM UC-5. Het schip deed op dat ogenblik dienst als troepentransport van gewonde soldaten van Frankrijk naar Engeland. Aan boord bevonden zich 385 gewonden (13 officieren en 372 andere rangen). Van het totale aantal personen dat zich aan boord bevond (bemanning en gewonden), verloren 129 van hen het leven. Dit was mede het gevolg van de positie waar de mijn insloeg (aan bakboordzijde, net voor de brug) en het feit dat het schip reeds in 15 minuten onder de zeespiegel was verdwenen.
Toch hebben vele mensen door de goede coördinatie van de redding deze catastrofe kunnen overleven, dankzij de leiding van kapitein L.J. Manning, en door de hulp van het stoomschip Lusitania, dat op weg van Londen naar Lissabon het ongeval zag gebeuren. De Lusitania liep bij deze redding zelf ook nog op een zeemijn die gelegd was door dezelfde onderzeeboot SM UC-5. Hierbij vielen verder geen slachtoffers.
Uiteindelijk zonk het schip 1 zeemijl ten oosten van Folkstone Gate, ter hoogte van positie 51°03'21 N en 001°19'14 O.
Het schip ligt tegenwoordig op een diepte van ongeveer 30 meter en is aangeduid als een oorlogsgraf.